# Плесняны
Плесняны (укр. Плісняни) — село в Зборовской городской общине Тернопольского района Тернопольской области Украины.
Код КОАТУУ — 6122687901. Население по переписи 2001 года составляло 528 человек.
До 2020 года входило в Зборовский район.

## Географическое положение
Село Плесняны находится на берегу реки Западная Стрыпа,
выше по течению на расстоянии в 0,5 км расположено село Славная,
ниже по течению на расстоянии в 2 км расположено село Вирлов.
Рядом проходит автомобильная дорога Н-02.

## История
- 1763 год — дата основания.

## Объекты социальной сферы
- Школа I—II ст.
- Клуб.
- Фельдшерско-акушерский пункт.

## Достопримечательности
- Братская могила советских воинов.